# Nanna leucochaetum
Nanna leucochaetum är en tvåvingeart som först beskrevs av Meijere 1907.  Nanna leucochaetum ingår i släktet Nanna och familjen kolvflugor. Inga underarter finns listade i Catalogue of Life.